# Kaunissaari (ö i Mellersta Finland, Jämsä)
Kaunissaari är en ö i Finland. Den ligger i sjön Kuorevesi och i kommunen Jämsä i den ekonomiska regionen  Jämsä  och landskapet Mellersta Finland, i den södra delen av landet, 190 km norr om huvudstaden Helsingfors. Öns area är 0,7 hektar och dess största längd är 170 meter i nord-sydlig riktning.  Kaunissaari ligger i sjön Kuorevesi.